# Cockerelliella psidii
Cockerelliella psidii là một loài côn trùng cánh nửa trong họ Aleyrodidae, phân họ Aleyrodinae.
Cockerelliella psidii được Corbett miêu tả khoa học đầu tiên năm 1935.